# ۱۱۷۹ (خورشیدی)
۱۱۷۹ هزار و صد و هفتاد و نهمین سال هجری خورشیدی است.

## رویدادها
- ۲۵ آبان – فرستادهٔ کمپانی هند شرقی بریتانیا به نام سر جان ملکم به حضور فتحعلی‌شاه قاجار در تهران پذیرفته شد.